# Fédération d'Océanie de tennis de table
La Fédération d'Océanie de tennis de table (Oceania Table Tennis Federation - OTTF) est l'organisme qui gère le tennis de table en Océanie dans le cadre de la Fédération internationale de tennis de table (ITTF).
Elle compte 21 pays membres.